# توماس باتريك ثورنتون
توماس باتريك ثورنتون (بالإنجليزية: Thomas Patrick Thornton)‏ هو قاضي ومحامي أمريكي، ولد في 8 مارس 1898 في بوسطن في الولايات المتحدة، وتوفي في 1 يوليو 1985 في ديترويت في الولايات المتحدة.